# Fjeldrottehale
Fjeld-rottehale (Phleum alpinum) er et flerårigt græs med en løst tueformet vækst.

## Voksested
Fjeld-Rottehale er ikke hjemmehørende i Danmark, men findes i De skandinaviske Fjelde og i Grønland.
| Portal | Portal:Botanik |

## Eksterne links
- tavle 213 (Webside ikke længere tilgængelig) i Flora Danica
- Flora Europaea: Phleum alpinum
- Den virtuella floran: Fjälltimotej Arkiveret 25. maj 2007 hos  Wayback Machine

| Botanik | Spire Denne botanikartikel er en spire som bør udbygges. Du er velkommen til at hjælpe Wikipedia ved at udvide den. |